# C26 (潜水艦)
C26 (HMS C26) は、イギリス海軍の潜水艦。C級。
ヴィッカース社で建造。1908年2月4日起工。1909年5月28日就役。
1915年から1918年までバルト海で活動した。
1918年4月4日、進撃してきたドイツ軍に捕獲されるのを防ぐため、ヘルシンキで自沈した。
フィンランドで解体されるため、1953年8月に浮揚された。